# Phalaropus fulicarius

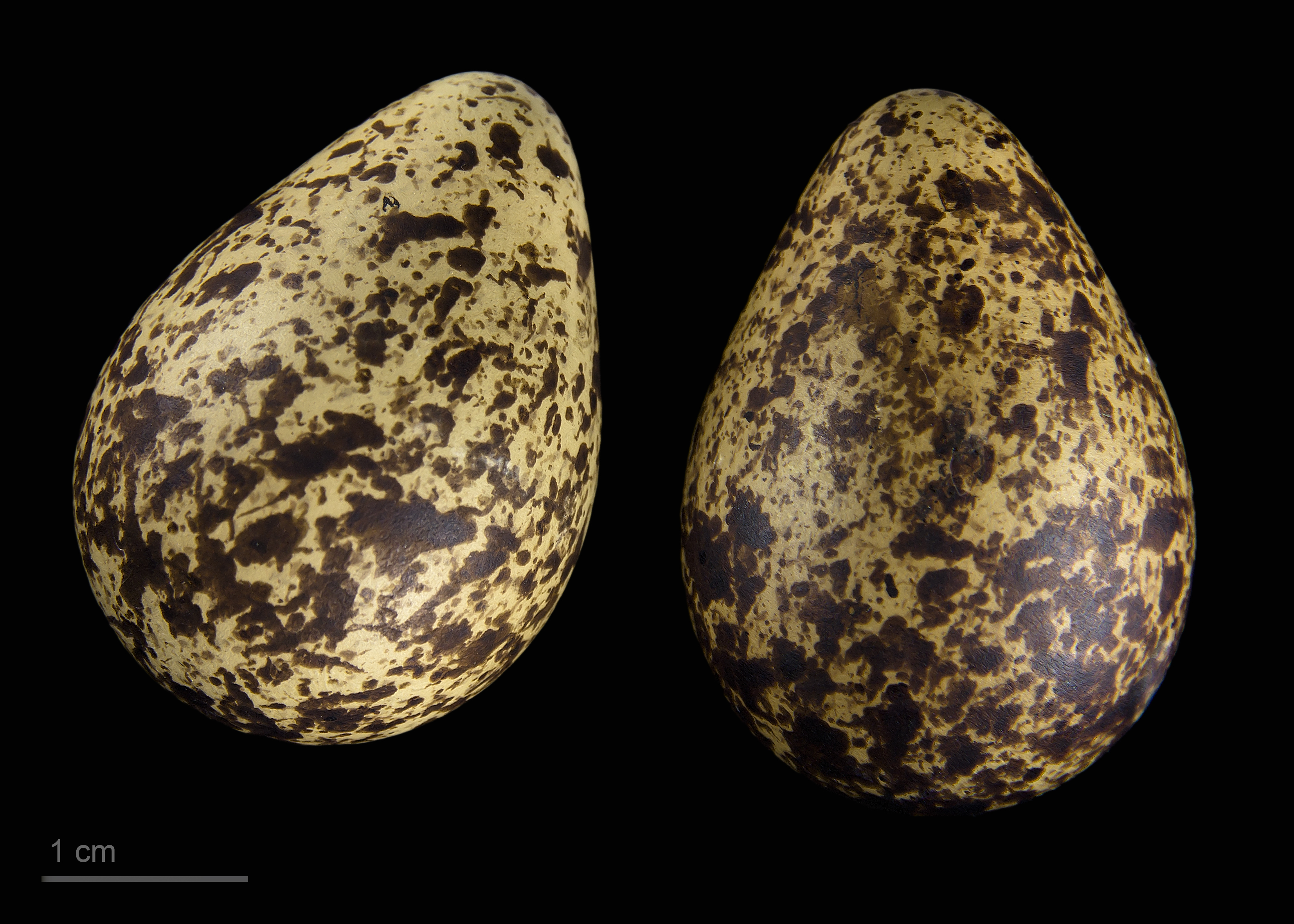
Phalaropus fulicarius

Phalaropus fulicarius là một loài chim trong họ Scolopacidae. Loài này sinh sản ở những vùng thuộc Bắc Cực của Bắc Mỹ và Á-Âu. Chúng là chim di cư, và chủ yếu di cư trên các tuyến biển và trú đông ở các biển nhiệt đới.